# هنوز وایسادیم
هنوز وایسادیم یا هنوز ایستاده‌ایم (به انگلیسی: Still Standing) عنوان مجموعه‌ای کمدی ساخت شبکهٔ سی‌بی‌اِس در آمریکا است که نخستین بار در ۳۰ سپتامبر ۲۰۰۲ بر صفحهٔ تلویزیون‌های آمریکا حضور پیدا کرد. در فوریهٔ ۲۰۰۵، شبکهٔ لایف تایم، کانالی در ایالات متحده، حق پخش این برنامه را از آن خود کرد و تا سال ۲۰۰۹ از طریق این کانال پخش می‌شد. در سپتامبر ۲۰۱۰ (شهریور ۱۳۸۹)، اِی‌بی‌سی فامیلی موفق شد امتیاز مجموعه را بدست آورد و آن را پخش کند. این مجموعه برای چهار فصل به کار خود ادامه داده‌است. پخش این مجموعه از شبکهٔ فارسی۱ از روز جمعه ۳ دی ۱۳۸۹ ه‍.ش آغاز شده بود که جمعه‌ها ساعت ۷ شب نمایش داده می‌شد.

## داستان
داستان در مورد خانوادهٔ میلر، خانواده‌ای اهل شیکاگو است که بیل میلرو جودی به عنوان پدر و مادر بچه‌های خود، لارن، برایان و تینا، شیطنت و بازیگوشی‌های زمان بچگی خود را فراموش نکرده‌اند.
زوجی از طبقهٔ متوسط (کارگر) تلاش می‌کنند تا ارزش‌های خوبی را به سه فرزند خود برایان (تایلور بال)، لارن (رنه اولستد) و تینا (سولیل بوردا) بیاموزند ولی تجربیات گذشته‌شان با این آموزش‌ها جور در نمی‌آید.
جودی و بیل هر دو در دبیرستان‌شان سرشناس بوده‌اند و این روحیهٔ نوجوانانه خود را تا کنون حفظ کرده‌اند و هیچ‌کدام از آن‌ها به مرحله‌ای نرسیده‌اند که خوب و بد را به بچه‌ها یاد دهند.

## شخصیت‌ها
- بیل میلر
- جودی میلر
- برایان هاپز میلر
- لارن بارلی میلر
- تینا کاتلین میلر
- لیندا میشلز

## دانستنی‌ها در مورد این مجموعه
- همهٔ نام‌های قسمت‌های مختلف این این سریال با هنوز (به انگلیسی: still) شروع می‌شوند. چیزی که در پخش از فارسی ۱ متوجه آن نمی‌شویم این با زیرنویس فارسی.